# هیمش رشامیا
هیمش رشامیا (انگلیسی: Himesh Reshammiya؛ زادهٔ ۲۳ ژوئیهٔ ۱۹۷۳) یک موسیقی‌دان و آهنگ‌ساز اهل هند است. وی از سال ۱۹۹۱ میلادی تاکنون مشغول فعالیت بوده‌است.

## فیلم‌شناسی
- جکسن اکشن
- به نام تو
- استقبال
- تام، دیک و هری
- باج‌گیری
- رادیو
- سلام برادر
- بازیکن ۷۸۶
- قرض
- شادی شما